# Marta Fiedler

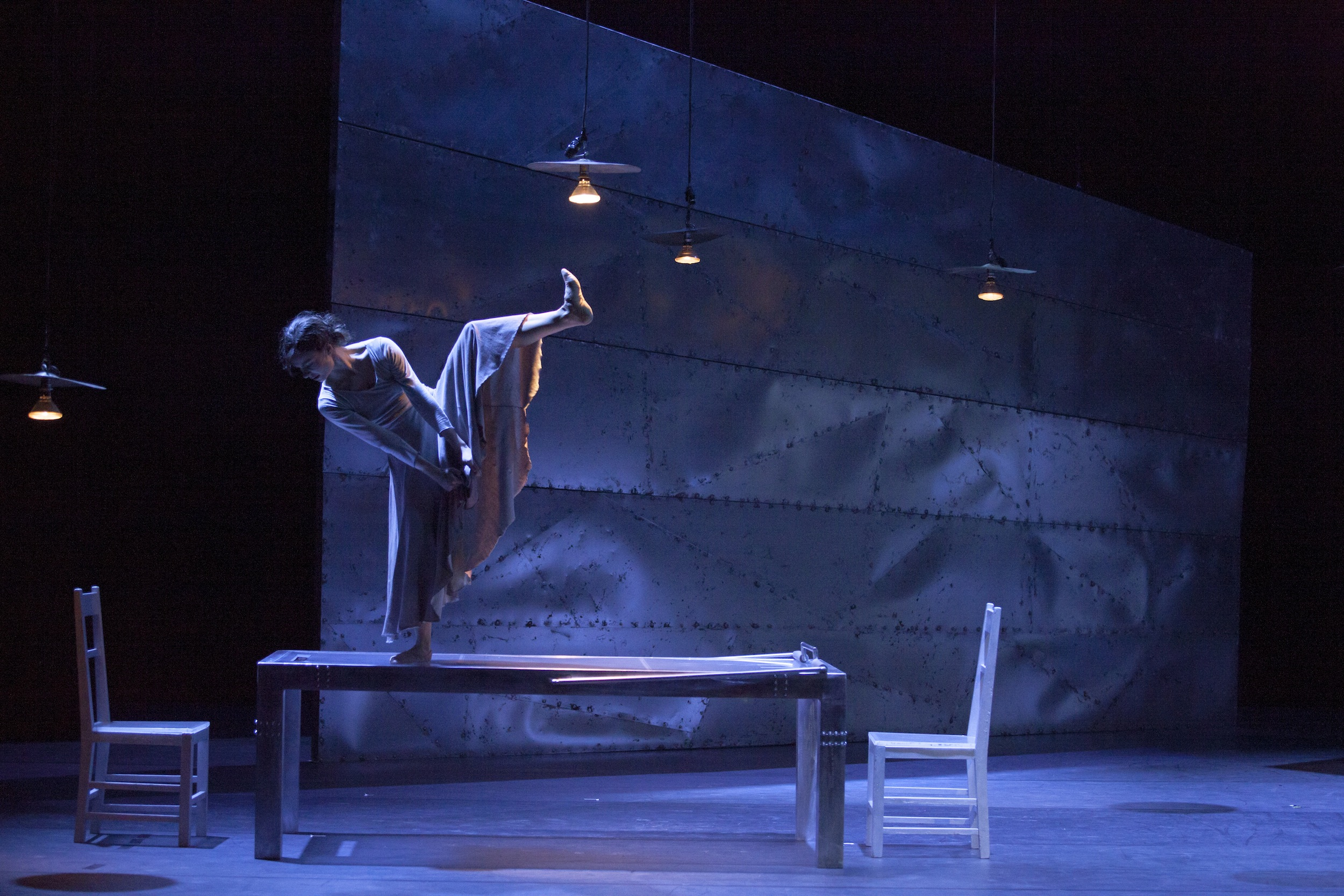
Marta Fiedler w balecie Powracające fale Emila Wesołowskiego, 2014

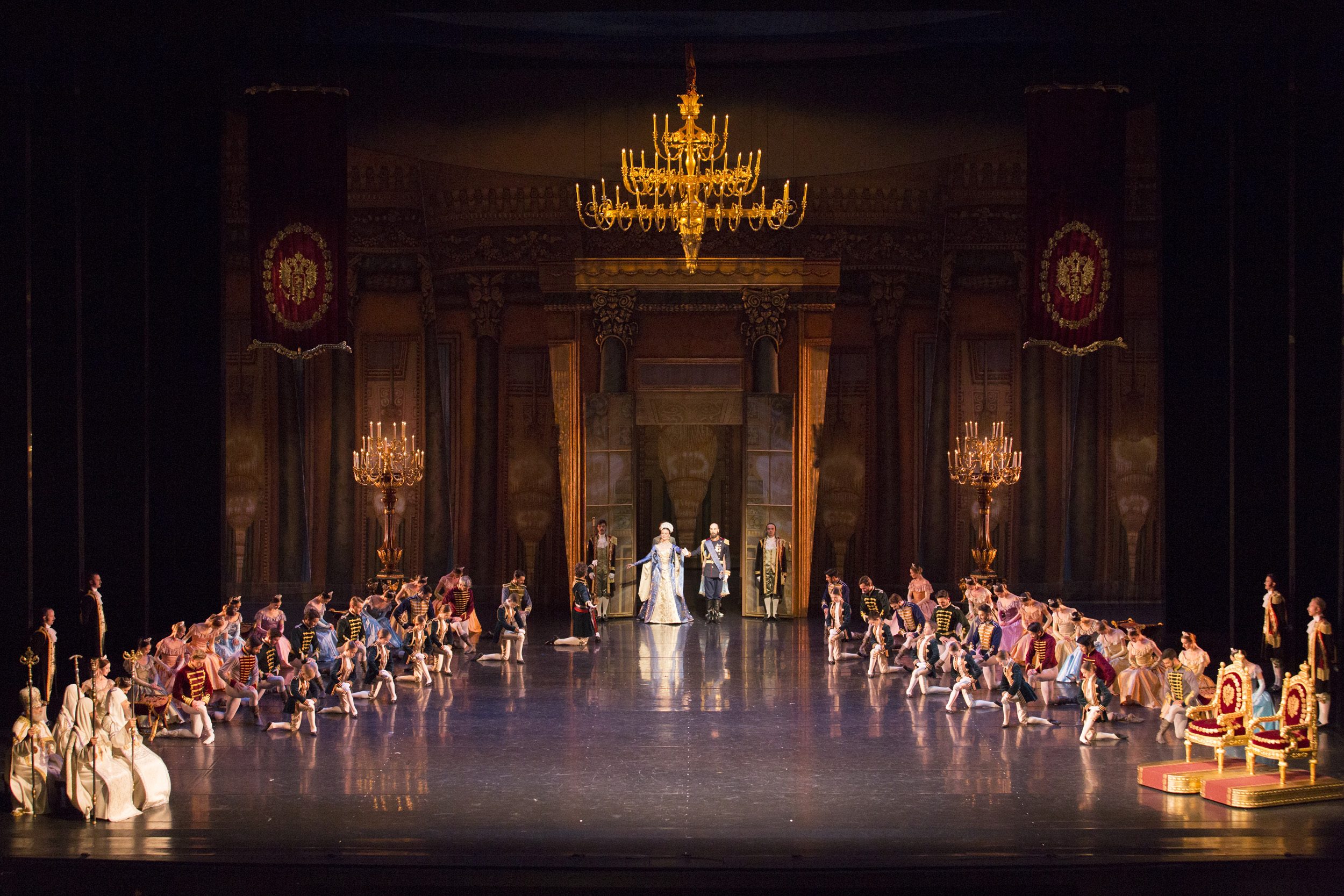
Marta Fiedler (Caryca Maria) i Carlos Martín Pérez (Car Aleksander) w Jeziorze łabędzim Krzysztofa Pastora, 2017

Marta Fiedler z domu Wojtaszewska (ur. w Poznaniu) – polska artystka baletu i kostiumografka; od 2007 pierwsza solistka Polskiego Baletu Narodowego.

## Życiorys
W 1999 ukończyła Państwową Szkołę Baletową w Poznaniu. Za osiągnięcia w nauce w roku szkolnym 1997/98 otrzymała stypendium Prezesa Rady Ministrów, a w sezonie 1998/99 stypendium artystyczne Ministra Kultury i Sztuki. W 1999 wyróżniono ją także nagrodą Olgi Sławskiej-Lipczyńskiej. W tym samym roku rozpoczęła karierę jako koryfejka baletu w Teatrze Wielkim w Poznaniu, gdzie w 2000 awansowała na stanowisko solistki, a w 2003 została pierwszą solistką. Odbyła staże w Académie de Danse Classique Princesse Grace, Monte Carlo (1997, 1998) i Ballet du Capitole de Toulouse (2001), a w 2004 otrzymała w Poznaniu Medal Młodej Sztuki za kreacje w baletach klasycznych i współczesnych.
We wrześniu 2004 została solistką baletu Teatru Wielkiego – Opery Narodowej w Warszawie, gdzie w 2009 awansowała do grupy pierwszych solistów i pozostaje w niej przez cały okres istnienia Polskiego Baletu Narodowego. Występowała na scenie warszawskiej w wielu partiach solistycznych. W 2005 kreowała też gościnnie główną rolę Mercedes w premierze baletu Hrabia Monte Christo w choreografii Waldemara Wołk-Karaczewskiego w Teatrze Wielkim w Poznaniu. W 2013 została uhonorowana Srebrnym Medalem „Zasłużony Kulturze Gloria Artis”. Projektuje także stroje baletowe.
W roku 2025 ogłosiła zakończenie kariery, jej ostatni występ sceniczny w roli Bogini Gaji w balecie Prometeusz Krzysztofa Pastora odbył się w TWON 22 czerwca 2025 roku.
Prywatnie od 2018 jest żoną Pawła Koncewoja, jednego z pierwszych solistów Polskiego Baletu Narodowego.

## Najważniejsze role
Opracowano na podstawie materiału źródłowego

### Teatr Wielki – Opera Narodowa/Polski Balet Narodowy
- Gamzatti, 2. Solistka Cieni i Pas d’action w Bajaderze (trad. / Natalia Makarowa)
- Solistka 2. w Serenadzie (George Balanchine)
- Solistka 3. w Musagète (Boris Ejfman)
- Księżniczka Polska i Węgierska oraz Cztery łabędzie w Jeziorze łabędzim (trad. / Irek Muchamiedow)
- Egina w Spartakusie (Emil Wesołowski)
- Pierwsza Swatka w Svadebce (Jiří Kylián)
- Młoda w Harnasiach (Emil Wesołowski)
- Taniec hiszpański w Dziadku do orzechów (Andrzej Glegolski)
- Tatiana w Onieginie (John Cranko)
- Krasawica i Diablica w Panu Twardowskim (Gustaw Klauzner)
- Wróżka Śmiałości w Śpiącej królewnie (trad. / Jurij Grigorowicz)
- Anna Karenina w Annie Kareninie (Alexei Ratmansky)
- Ozylda w Tristanie (Krzysztof Pastor)
- Duet "Wie lange noch?" w Kurcie Weillu (Krzysztof Pastor)
- George Sand w Chopinie, artyście romantycznym (Patrice Bart)
- Kotka i Wróżka Szczodrości w Śpiącej królewnie (trad. / Jurij Grigorowicz)
- Wróżka Jesieni w Kopciuszku (Frederick Ashton)
- Nasza-Silna w I przejdą deszcze… (Krzysztof Pastor)
- Solistka w Święcie wiosny (Emanuel Gat)
- Ona w Personie (Robert Bondara)
- Serafin współczesny w Sześciu skrzydłach aniołów (Jacek Przybyłowicz)
- Ewa-Noemi w Kainie i Ablu (Emil Wesołowski)
- Solistka w Century Rolls (Ashley Page)
- Duet 1. w Artifact Suite (William Forsythe)
- Taniec jota, Taniec chiński, Śnieżynka-Solistka i Matka Klary w Dziadku do orzechów (Toer van Schayk & Wayne Eagling)
- Hermia w Śnie nocy letniej (John Neumeier)
- Dama w Hamlecie (Jacek Tyski)
- Pani Capuleti i Przyjacióła Julii w Romeo i Julii (Krzysztof Pastor)
- Kobieta w Powracających falach (Emil Wesołowski)
- Tancerka Uliczna, Piccilia i Bolero w Don Kichocie (trad. / Alexei Fadeyechev)
- Duet 1. w Moving Rooms (Krzysztof Pastor)
- Duet 4. w Adagio & Scherzo (Krzysztof Pastor)
- Duet 1. w Nevermore…? (Robert Bondara)
- Kobieta w Zielonym stole (Kurt Jooss)
- Gertruda w Hamlecie (Jacek Tyski)
- Przeorysza i Mlle Gattai w Casanovie w Warszawie (Krzysztof Pastor)
- Tancerka Hiszpańska i Caryca Maria w Jeziorze łabędzim (z nowym librettem, Krzysztof Pastor)
- 1. Dziewczyna Uliczna w Poskromieniu złośnicy (John Cranko)
- Prudencja Duvernoy w Damie kameliowej (John Neumeier)
- Elwira w Mężu i żonie (Anna Hop)
- Królowa w Śpiącej królewnie (trad. / Jurij Grigorowicz)
- Baronowa Helene Vetsera – Mayerling (Kenneth MacMillan)
- Solistka – Exodus (Anna Hop)
- Pani Westenra – Dracula (Krzysztof Pastor)

### Teatr Wielki w Poznaniu(wcześniej)
- Pas de quatre i Taniec węgierski w Jeziorze łabędzim (Ewa Wycichowska i trad. / Liliana Kowalska)
- Wiejskie Pas de deux i Mojna w Giselle (trad. / Liliana Kowalska)
- Solistka w Sylfidach (Michaił Fokin / Liliana Kowalska)
- Młoda w Harnasiach (Emil Wesołowski)
- Młoda Dziewczyna w Duchu róży (Michaił Fokin / Artur Żymełka)
- Odaliska w Szeherezadzie (Michaił Fokin / Liliana Kowalska)
- Dziewczyna (Wiosna) w Czterech porach roku (Izadora Weiss)
- Krasawica w Panu Twardowskim (Henryk Konwiński)
- Kitri i Królowa Driad w Don Kichocie (Henryk Konwiński i trad. / Liliana Kowalska)
- Dziewczyna w Kronice zapowiedzianej śmierci (Paweł Mikołajczyk)
- Maria Magdalena w Próbie (Antal Fodor)
- Czas upływający w Strofach na sopran Pendereckiego (Paweł Mikołajczyk)